# Michael Eneramo
Michael Eneramo (* 26. November 1985 in Kaduna) ist ein nigerianischer ehemaliger Fußballspieler.

## Karriere

### Verein
Eneramo erlernte das Fußballspielen auf der Straße und wurde 2004 von den Scouts der Lobi Stars entdeckt. Nach kurzer Zeit wechselte er zum tunesischen Erstligisten Espérance Tunis. Hier befand man ihn als noch nicht reif genug, um für das Profi-Team aufzulaufen. Um ihm Spielpraxis zu ermöglichen, wurde er für zwei Spielzeiten an den algerischen Verein USM Algier verliehen. Im Anschluss wurde er für eine halbe Saison an den saudi-arabischen Vertreter Al-Shabab verliehen.
Zur Saison 2007/08 kehrte er zu Espérance zurück und wurde Stammspieler. Über die Jahre entwickelte er sich zu einem Leistungsträger und sorgte dafür, dass mehrere ausländische Klubs auf ihn aufmerksam wurden. Besonders aus der Türkei lagen von Sivasspor immer wieder Angebote vor, die an einer zu hohen Ablöse scheiterten.
Nach dem Ausbruch der Revolution in Tunesien 2010/2011 äußerte Michael Eneramo den Wunsch, Tunesien verlassen zu wollen. Wegen der unsicheren Situation war der Klub auch nicht abgeneigt, ihn zu geringeren Konditionen gehen zu lassen. So wechselte Eneramo in der Winterpause der Saison 2010/11 zum Süper-Lig-Verein Sivasspor. Zum Sommer 2012 verlängerte er seinen auslaufenden Vertrag mit Sivasspor nicht, obwohl der Verein an einer weiteren Zusammenarbeit interessiert war. Er wurde zwar mit mehreren Vereinen der Süper Lig in Verbindung gebracht, jedoch kam ein Wechsel nicht zustande. Nachdem Eneramo in der Türkei und auch in anderen europäischen Ländern keinen Verein finden konnte, der ihm bessere Konditionen bieten konnte, entschied er sich, bei Sivasspor zu bleiben, und verlängerte seinen auslaufenden Vertrag um zwei Jahre. Mit seinem Vertragsende zum Sommer 2013 wurde seitens Sivasspor bekanntgegeben, dass man mit Eneramo keine Vertragsverlängerung unterschreiben werde.
Am 29. Juli 2013 wechselte Eneramo zu Beşiktaş Istanbul. Während der Hinrunde kam Eneramo lediglich auf vier Einsätze. Beşiktaş verlieh den Stürmer für den Rest der Saison an Kardemir Karabükspor.
Am letzten Tag der Sommertransferperiode 2014 wechselte er zum Erstligisten Istanbul Başakşehir. In der Winterpause 2014/15 verließ er nach gegenseitigem Einvernehmen die Istanbuler und kehrte nach eineinhalb Spielzeiten später zu Sivasspor zurück. Bereits zum Saisonende verließ er diesen Klub wieder. Später einigte er sich mit Sivasspor um eine Vertragsverlängerung um ein weiteres Jahr. Im Frühjahr 2016 verließ er den Verein nach gegenseitigem Einvernehmen vorzeitig.
Nachdem Eneramo die Rückrunde vereinslos verbracht hatte und auch in der Sommertransferperiode sich mit keinem Erstligisten einigen konnte, wurde er am letzten Tag der Transferperiode vom neuen Zweitligisten Manisaspor verpflichtet. Im Januar 2017 verließ er diesen Verein vorzeitig. Nach einer Stippvisite in Saudi-Arabien war er zurück bei seinem alten Verein Espérance, wo er ebenso nur sporadisch zum Einsatz kam. Seine letzte Station war in Zypern.

### Nationalmannschaft
Eneramo gab sein Debüt für die nigerianische Nationalmannschaft im Juni 2009.